# Guido Bernardi
Guido Bernardi (21 de setembro de 1921 — 22 de janeiro de 2002) foi um ciclista italiano que competia em provas de ciclismo de pista e estrada.
Competiu nos Jogos Olímpicos de 1948 em Londres, onde conquistou uma medalha de prata na prova de perseguição por equipes, juntamente com Rino Pucci, Arnaldo Benfenati e Anselmo Citterio.